# Enes irritans
Enes irritans là một loài bọ cánh cứng trong họ Cerambycidae.